# Herbert Burdenski
Herbert Burdenski (Gelsenkirchen, 19 mei 1922 – aldaar, 15 september 2001) was een Duits voetballer en voetbaltrainer.

## Biografie
Hij begon zijn carrière bij Erler SV. In 1935 werd hij door Ernst Kuzorra ontdekt, die hem naar het grote Schalke 04 haalde. Hij werd vier keer landskampioen met Schalke. In 1943 trok hij naar Königsberg om daar voor plaatselijke topper VfB te spelen. Na nog enkele kleine omzwervingen belandde hij terug bij Schalke en beëindigde zijn carrière bij Werder Bremen in 1954.
Burdenski speelde ook voor het nationale elftal. Zijn eerste wedstrijd vond op 5 oktober 1941 plaats in Helsinki tegen Finland. Op 16 augustus 1942 scoorde hij in Beuthen tegen Roemenië zijn eerste goal voor de Mannschaft. Hij was ook van de partij op 22 november 1950 toen het land na acht jaar opnieuw een interland speelde. In totaal speelde hij vijf wedstrijden voor de nationale ploeg. 
Na zijn spelerscarrière werd hij trainer. Met Rot-Weiss Essen en Borussia Dortmund degradeerde hij uit de Bundesliga. Hij bleef tot aan zijn dood erelid van Schalke 04 en zetelde ook in het bestuur.
Hij is de vader van doelman Dieter Burdenski en grootvader van Fabian Burdenski.